# Beauregard-Baret
Beauregard-Baret là một xã thuộc tỉnh Drôme trong vùng Auvergne-Rhône-Alpes đông nam nước Pháp. Xã Beauregard-Baret nằm ở khu vực có độ cao từ 141-1292 mét trên mực nước biển.